# Schausiania
Schausiania is een geslacht van vlinders van de familie houtboorders (Cossidae).

## Soorten
- S. acutipennis Schaus, 1905
- S. albimacula Dognin, 1923
- S. alfarae Schaus, 1911
- S. arpiodes Dognin, 1923
- S. cossuloides Schaus, 1905
- S. charmion Schaus, 1934
- S. ecparilis Schaus, 1905
- S. furfurens Hering, 1923
- S. gaudeator Schaus, 1911
- S. julius Schaus, 1921
- S. marmorata Schaus, 1905
- S. niveogrisea Schaus, 1905
- S. ophthalmodes Hering, 1923
- S. orima Druce, 1906
- S. philoba Druce, 1898
- S. rotundipuncta Schaus, 1905
- S. salara Druce, 1900
- S. velutina Schaus
- S. vinnea Schaus, 1921